# Маджента (цвят)
 Тази статия е за вида цвят.  За италианския град вижте Маджента (Италия).  
Маджента означава лилаво-червен цвят, познат също като светъл пурпур, анилиново червено или фуксин. В български източници се среща и като магента.
Маджентата (фуксинът) е била едно от първите изкуствено създадени анилинови багрила. Синтезирана е през 1860 г. в Германия (според някои източници - във Франция). Събитието се е случило скоро след битката през 1859 г. при италианския град Маджента и багрилото е наречено в нейна чест, като тази френско-австрийска битка допринася за италианската независимост и предизвиква възхищението на цяла тогавашна Европа. Съществува версия, че цветът е бил близък до този на униформите на френските войници, победители в битката, както и друга версия, че цветът наподобява цвета на кръвта, обилно пролята в тази битка, в която и двете страни дават много жертви (общо над 10 000).
Цветът маджента:
- е един от основните цветове на субтрактивното смесване на цветовете (заедно с жълто и циан);
- се получава се при смесване на цветовете червено и синьо в адитивното смесване на цветовете;
- е допълнителен цвят към зеленото;
- има стойност RGB = (255, 0, 255) десетично в  цветовото пространство RGB и респективно #FF00FF шестнадесетично.